# Albrecht Erich Günther
Albrecht Erich Günther (* 8. Januar 1893 in Langenburg; † 29. Dezember 1942 in Hamburg) war ein konservativer deutscher Publizist und Übersetzer.

## Leben
Albrecht Erich Günther, ein Sohn des Pfarrers und späteren Marburger Theologieprofessors Rudolf Günther und der Schriftstellerin Agnes Günther, trat nach dem Ersten Weltkrieg dem Freikorps Bahrenfeld bei. Als Mitglied des Juniklubs stand er in engem Kontakt mit dem Kreis des soldatischen Nationalismus von Ernst Jünger. Zugleich war er, wie sein älterer Bruder Gerhard (1889–1976), von Ernst Niekischs antibürgerlicher und antiwestlicher Haltung angezogen. Er war seit 1926 neben Wilhelm Stapel Herausgeber der Zeitschrift Deutsches Volkstum. Monatsschrift für das deutsche Geistesleben. Ab 1930 schloss er sich an Carl Schmitt an. Dem Nationalsozialismus stand er kritisch gegenüber und wurde deshalb nach der Machtergreifung kurzzeitig von der Gestapo inhaftiert. Er trat dann zur Tarnung in die NSDAP ein, blieb aber ein Gegner Hitlers und war 1938 an den Attentatsplänen der Militäropposition um Friedrich Wilhelm Heinz beteiligt. Er übersetzte mehrere Bücher von Jacques Bainville aus dem Französischen.
Günther starb 1942 an Tuberkulose.

„Konservativ sein, ist nicht ein Hängen an dem, was gestern war, sondern ein Leben aus dem, was ewig gilt.“

## Schriften (Auswahl)
- Bismarcks Reichsschöpfung, ein Zeugnis politischer Gestaltungskraft. Deutschnationaler Handlungsgehilfen-Verband, Hamburg 1926.
- Totem. Tier und Mensch im Lebenszusammenhang. Hanseatische Verlagsanstalt, Hamburg 1927.
- Die Intelligenz und der Krieg. In: Ernst Jünger (Hrsg.): Krieg und Krieger. Junker und Dünnhaupt, Berlin 1930, S. 69–100.
- (Hrsg.): Was wir vom Nationalsozialismus erwarten. 20 Antworten. Salzer, Heilbronn 1932.
- Geist der Jungmannschaft. Hanseatische Verlagsanstalt, Hamburg 1934.
- „Genie und Schicksal.“ Ein Charakterbild Friedrichs des Großen (= Stoffsammlung für die Schulungsarbeit der Deutschen Angestelltenschaft. Nr. 109). Hauptamt f. Schulung d. Dt. Angestelltenschaft, Berlin-Zehlendorf 1934 (zuerst 1926).